# Gaston Mialaret
Gaston Mialaret (Cahus, 10 de outubro de 1918 - Garches, 30 de janeiro de 2016) foi um pedagogo francês, presidente do GFEN entre 1962 e 1969, onde sucedeu a  Henri Paul Hyacinthe Wallon.
Atualmente foi presidente de honorário do GFEN (Groupe français d'éducation nouvelle). Foi um dos criadores das ciências da educação.
Gaston Mialaret foi professor honorário da Universidade de Caen.

## Obras
- Psicologia e pedagogia - As Ciências da Educação (1980)